# 7355 Bottke
7355 Bottke eller 1995 HN2 är en asteroid i huvudbältet som upptäcktes den 25 april 1995 av Spacewatch vid Kitt Peak-observatoriet. Den är uppkallad efter astronomen William F. Bottke.
Asteroiden har en diameter på ungefär 5 kilometer.